# Aspilota cetiusmontis
Aspilota cetiusmontis är en stekelart som beskrevs av Fischer 1974. Aspilota cetiusmontis ingår i släktet Aspilota och familjen bracksteklar. Inga underarter finns listade.